# Takagi Yoshiaki
Yoshiaki Takagi (高木 善朗 Takagi Yoshiaki, sinh ngày 9 tháng 12 năm 1992) là một cầu thủ bóng đá người Nhật Bản. Hiện tại anh thi đấu cho Albirex Niigata ở J2 League.
Anh được chú ý với tư cách là chuyên gia đá phạt  và là cầu thủ ra sân thường xuyên cho Tokyo Verdy trong mùa giải ra mắt lúc 17 tuổi. Cùng với tiền vệ chạy cánh của Arsenal Ryo Miyaichi và tiền đạo của FC Bayern Munich Takashi Usami, Takagi được xem là một phần của cái được truyền thông Nhật Bản gọi là "Thế hệ Bạch kim".

## Gia đình
Anh xuất thân trong một gia đình thể thao, với bố Yutaka từng là vận động viên bóng chày, thi đấu cho Yokohama BayStars, và anh trai Toshiyuki hiện tại là cầu thủ thường xuyên tại Urawa Red Diamonds.

## Thống kê sự nghiệp

### Câu lạc bộ
Cập nhật đến ngày 23 tháng 2 năm 2017.
| Câu lạc bộ          | Mùa giải            | Giải vô địch | Giải vô địch | Cúp1    | Cúp1      | Châu lục2 | Châu lục2 | Khác3   | Khác3     | Tổng    | Tổng      |
| Câu lạc bộ          | Mùa giải            | Số trận      | Bàn thắng    | Số trận | Bàn thắng | Số trận   | Bàn thắng | Số trận | Bàn thắng | Số trận | Bàn thắng |
| ------------------- | ------------------- | ------------ | ------------ | ------- | --------- | --------- | --------- | ------- | --------- | ------- | --------- |
| Tokyo Verdy         | 2010                | 33           | 7            | 1       | 0         | -         | -         | -       | -         | 34      | 7         |
| Tokyo Verdy         | 2011                | 10           | 1            | 0       | 0         | -         | -         | -       | -         | 10      | 1         |
| Tokyo Verdy         | Tổng                | 43           | 7            | 1       | 0         | -         | -         | -       | -         | 44      | 7         |
| FC Utrecht          | 2011–12             | 15           | 1            | 0       | 0         | -         | -         | -       | -         | 15      | 1         |
| FC Utrecht          | 2012–13             | 7            | 0            | 0       | 0         | -         | -         | 1       | 0         | 8       | 0         |
| FC Utrecht          | 2013–14             | 11           | 0            | 0       | 0         | 2         | 0         | -       | -         | 13      | 0         |
| FC Utrecht          | Tổng                | 33           | 1            | 0       | 0         | 2         | 0         | 1       | 0         | 36      | 1         |
| Shimizu S-Pulse     | 2014                | 9            | 0            | 5       | 3         | 3         | 0         | –       | –         | 17      | 3         |
| Shimizu S-Pulse     | 2015                | 4            | 0            | –       | –         | 4         | 1         | –       | –         | 8       | 1         |
| Shimizu S-Pulse     | Tổng                | 13           | 0            | 5       | 3         | 7         | 1         | –       | –         | 25      | 4         |
| Tokyo Verdy         | 2015                | 26           | 2            | 2       | 0         | –         | –         | –       | –         | 28      | 2         |
| Tokyo Verdy         | 2016                | 37           | 8            | 2       | 2         | –         | –         | –       | –         | 39      | 10        |
| Tokyo Verdy         | Tổng                | 63           | 10           | 4       | 2         | –         | –         | –       | –         | 67      | 12        |
| Tổng cộng sự nghiệp | Tổng cộng sự nghiệp | 152          | 18           | 10      | 5         | 9         | 1         | 1       | 0         | 172     | 24        |

1Bao gồm Cúp Hoàng đế Nhật Bản và KNVB Cup.
2Bao gồm UEFA Europa League.
3Bao gồm Eredivisie Playoffs.

### Quốc tế
Tính đến 29 tháng 6 năm 2010
| Đội tuyển quốc gia | Năm | Số trận | Bàn thắng |
| ------------------ | --- | ------- | --------- |
| U-17 Nhật Bản      |     |         |           |
| 2008               | 4   | 0       |           |
| 2009               | 4   | 1       |           |
| Tổng               | 8   | 1       |           |
| U-19 Nhật Bản      |     |         |           |
| 2010               | 3   | 0       |           |
| Tổng               | 3   | 0       |           |

| Số lần ra sân và bàn thắng quốc tế | Số lần ra sân và bàn thắng quốc tế | Số lần ra sân và bàn thắng quốc tế                     | Số lần ra sân và bàn thắng quốc tế        | Số lần ra sân và bàn thắng quốc tế | Số lần ra sân và bàn thắng quốc tế | Số lần ra sân và bàn thắng quốc tế                      |
| #                                  | Ngày                               | Địa điểm                                               | Đối thủ                                   | Kết quả                            | Bàn thắng                          | Giải đấu                                                |
| 2008                               | 2008                               | 2008                                                   | 2008                                      | 2008                               | 2008                               | 2008                                                    |
| ---------------------------------- | ---------------------------------- | ------------------------------------------------------ | ----------------------------------------- | ---------------------------------- | ---------------------------------- | ------------------------------------------------------- |
|                                    | 5 tháng 10                         | Sân vận động MHSK, Tashkent                            | U-16 Malaysia                             | 4–0                                | 0                                  | Giải vô địch bóng đá U-16 châu Á 2008 / U-16 Nhật Bản   |
|                                    | 7 tháng 10                         | Sân vận động MHSK, Tashkent                            | U-16 Các Tiểu vương quốc Ả Rập Thống nhất | 6–1                                | 0                                  | Giải vô địch bóng đá U-16 châu Á 2008 / Nhật Bản U-16   |
|                                    | 12 tháng 10                        | Sân vận động MHSK, Tashkent                            | U-16 Ả Rập Xê Út                          | 2–0                                | 0                                  | Giải vô địch bóng đá U-16 châu Á 2008 / U-16 Nhật Bản   |
|                                    | 15 tháng 10                        | Sân vận động Pakhtakor, Tashkent                       | U-16 Hàn Quốc                             | 1–2                                | 0                                  | Giải vô địch bóng đá U-16 châu Á 2008 / U-16 Nhật Bản   |
| 2009                               |                                    |                                                        |                                           |                                    |                                    |                                                         |
|                                    | 19 tháng 6                         | Stade Municipal, Ouagadougou                           | Burkina Faso U17                          | 1–0                                | 0                                  | Giao hữu / U-17 Nhật Bản                                |
|                                    | 24 tháng 10                        | Sân vận động Teslim Balogun, Lagos                     | U-17 Brasil                               | 2–3                                | 1                                  | Giải vô địch bóng đá U-17 thế giới 2009 / U-17 Nhật Bản |
|                                    | 27 tháng 10                        | Sân vận động Teslim Balogun, Lagos                     | Switzerland U17                           | 3–4                                | 0                                  | Giải vô địch bóng đá U-17 thế giới 2009 / U-17 Nhật Bản |
|                                    | 30 tháng 10                        | Sân vận động Teslim Balogun, Lagos                     | U-17 Mexico                               | 0–2                                | 0                                  | Giải vô địch bóng đá U-17 thế giới 2009 / U-17 Nhật Bản |
| 2010                               |                                    |                                                        |                                           |                                    |                                    |                                                         |
|                                    | 20 tháng 6                         | Ekbatan Stadium Tehran, Tehran                         | U-19 Iran                                 | 2–1                                | 0                                  | Giao hữu / U-19 Nhật Bản                                |
|                                    | 27 tháng 6                         | Sân vận động Trung tâm Thể thao Duy Phường, Duy Phường | U-19 Trung Quốc                           | 0–1                                | 0                                  | Giao hữu / U-19 Nhật Bản                                |
|                                    | 29 tháng 6                         | Sân vận động Trung tâm Thể thao Duy Phường, Duy Phường | U-19 Trung Quốc                           | 2–1                                | 0                                  | Giao hữu / U-19 Nhật Bản                                |